# Carl Clemen
Carl Clemen, född 30 mars 1865, död 8 juli 1940, var en tysk religionshistoriker. Han var bror till konsthistorikern Paul Clemen och historikern Otto Clemen.
Clemen blev tillförordnad professor i religionshistoria i Bonn 1910, 1920 blev han ordinarie. Han tillhörde den liberala teologin, och hade större betydelse i att sammanställa och värdera forskningsreslutaten än självständiga arbeten. Han ställde sig kritisk till den av många andra forskare företrädda åsikten, att den äldsta kristendomen skulle vara påverkad av andra religioner.
Bland hans arbeten märks Die religionsgeschichtliche Methode in der Theologie (1904), Religionsgeschichtliche Erklärung des Neuen Testaments (1909, 2:a upplagan 1924), Der Einfluss der Mysterienreligionen auf das alte Christentum (1913), Die Reste der primitven Religion im ältesten Christentum (1916), samt Religionsgeschichte Europas (1926).